# Сліпча
Сліпча — річка в Білорусі, у Лельчицькому районі Гомельської області. Ліва притока Уборті (басейн Прип'яті).

## Опис
Довжина річки 12 км., похил річки — 0,80 м/км. Площа басейну 44 км².

## Розташування
Бере початок на південному сході від Вєтвіци. Тече переважно на південний схід і на південному заході від Злодина впадає у річку Уборть, праву притоку Прип'яті.